# Stenellipsis longicollis
Stenellipsis longicollis är en skalbaggsart som beskrevs av Stefan von Breuning och Heyrovsky 1965. Stenellipsis longicollis ingår i släktet Stenellipsis och familjen långhorningar. Inga underarter finns listade i Catalogue of Life.